# Литературная критика романа «Властелин колец»
Роман Джона Р. Р. Толкина «Властелин колец» получил смешанные отзывы критиков. Среди тех, кто высоко оценил роман, были Уистен Хью Оден, Айрис Мердок и Клайв Стейплз Льюис. Вместе с тем, появлялись и негативные отзывы со стороны литературных критиков и писателей. С начала 1980-х годов филологи Тома Шиппи и Верлин Флигер начали отвечать враждебно настроенным критикам в своих работах о Толкине, также анализируя множество тем в его произведениях, включая «Властелин колец».
Толкиноведы изучали феномен враждебности литературоведов к Толкину в целом и к «Властелину колец» в частности, предложив различные объяснения.
«Властелин колец» интерпретировали по-разному, в том числе с марксистских позиций и с точки зрения психоанализа, а также сравнивали с произведениями модернистов.

## Контекст
Джон Рональд Руэл Толкин (1892—1973) был английским писателем и филогом, получившим наибольшую известность в качестве автора художественных произведений «Хоббит, или Туда и обратно» и «Властелин колец».
Первый том «Властелина колец» под названием «Братство Кольца» был опубликован на английском языке 29 июля 1954 года. Второй том «Две крепости» был опубликован 11 ноября того же года, а 20 октября 1955 года вышел третий том — «Возвращение короля». «Властелин колец» получил огромную популярность в США в 1960-е годы, став явлением массовой культуры. С тех пор роман остаётся очень популярным, общий тираж проданных книг превышает 150 миллионов.

## Комментарии Толкина
Дэниел Тиммонс отметил, что сам автор «Властелина колец» оставил ряд комментариев по поводу своего романа в предисловиях (к первому и второму изданию), в письмах и эссе. В предисловии к первому изданию Толкин безо всякой иронии заявил, что его книга основана на «мемуарах известных хоббитов», Бильбо и Фродо (то есть является переводом «Алой книги»). Автор отмечает, что он решился на публикацию истории по многочисленным просьбам читателей, желавших узнать больше о событиях Третьей эпохи и, в особенности, о хоббитах. Тиммонс заметил, что Толкин выступил сразу в двух ролях — автора романа и рассказчика-переводчика чужой истории, причём сложно отделить одно от другого.
Предисловие ко второму изданию (1965) более известно, на него неоднократно ссылались критики. Оно начинается с истории создания «Властелина колец», после чего Толкин признается, что хотел попробовать написать «длинную историю», которая бы удерживала внимание читателей, развлекала, восхищала их, а иногда, возможно, вдохновляла их или глубоко волновала. Также Толкин ответил критикам, которые посчитали его роман «скучным, абсурдным или достойным презрения», что у него нет причин жаловаться, так как у него самого такое же мнение о произведениях этих критиков и о литературе, которую они предпочитают. Автор признал наличие в романе «дефектов», выделив один: «книга слишком короткая». Тиммонс отметил, что здесь прослеживается ирония автора. Также Толкин отметил, что роман не содержит никаких аллегорий и аллюзий на события XX века (в частности, на Вторую мировую войну), и что попытки исследователей проследить источники влияния на автора являются просто «догадками». Тиммонс предположил, что это было вызвано неприятием автора ранних критических интерпретаций «Властелина колец» и что к этим заявлениям стоит относиться скептически, так как сам Толкин делал подобные «догадки», анализируя тексты «Сэра Гавейна», «Беовульфа» и «Малдона». Тиммонс отметил, что Толкина раздражали заявления критиков о том, что в Средиземье «нет религии» и «нет женщин» и что описанный им мир — это не наша Земля, а какая-то другая планета. Из всего этого Тиммонс сделал вывод, что Толкин в целом рассматривал критику своего романа как «нежелательную». Также Тиммонс отметил, что комментарии самого Толкина относительно своих произведений являются «рационализациями» постфактум и часто были противоречивыми, исходя из чего их нужно анализировать объективно, а не просто принимать на веру без учёта контекста.

## Ранние позитивные оценки
Ранние обзоры «Властелина колец» чётко делились на две категории: восторженная поддержка или жёсткое неприятие. Некоторые литераторы сразу после публикации романа высказали ему горячую поддержку. Поэт Уистен Хью Оден назвал роман «шедевром», в чём-то превосходящим «Потерянный рай» Джона Мильтона.
Кеннет Ф. Слейтер заметил: «если вы не прочитаете её, вы упустите одну из лучших книг в своём жанре».
Майкл Стрейт в рецензии для The New Republic описал роман как «одно из немногих гениальных произведений в современной литературе».
Писатель и друг Толкина Клайв Стейплз Льюис написал восторженный отзыв на книгу, отметив богатый сюжет, а также сложных персонажей: у некоторых «хороших» героев есть тёмная сторона, равно как и «добрые побуждения» у злодеев.
Писательница Айрис Мердок, упоминавшая персонажей Средиземья в своих произведениях, написала, что она «совершенно восхищена, увлечена и поглощена» «Властелином колец».
Писатель и поэт Ричард Хьюз отметил, что в английской литературе не выходило ничего подобного роману Толкина со времён «Королевы фей» Эдмунда Спенсера (конец XVI века). По мнению Хьюза, роман не знает себе равных «по широте воображения» и написан с высоким повествовательным мастерством, правдоподобно и увлекательно.
В 1957 году эксперт по классической литературе Дуглас Паркер написал статью «Hwaet We Holbytla…», в которой одним из первых выступил в защиту «Властелина колец» от нападок критиков, назвав рецензию Эдмунда Уилсона (см. ниже) «довольно гнусным пасквилем», вызванным неприязнью критика к жанру фэнтези в целом. Паркер подчеркнул оригинальность и новизну толкиновского романа.
Шотландская писательца Наоми Митчисон также была поклонницей «Властелина колец» и вела с Толкином переписку по поводу романа как до, так и после его публикации.
Критик Уильям Роберт Ирвин назвал Роман Толкина «самой впечатляющей» книгой в жанре фэнтези XX века.
В 1967 году литературовед Джордж Х. Томсон высоко оценил мастерство Толкина в использовании в современном романе аспектов рыцарского романа со сложной техникой «переплетения» повествования.
Американский писатель-фантаст Лайон Спрэг Де Камп в своей книге Literary Swordsmen and Sorcerers: The Makers of Heroic Fantasy провёл различие между «дешёвыми» фантастическими книгами о «мечах и колдовстве», которые повествуют о варварах, ведущих себя как «инфантильные преступники», и «эпическими» произведениями, герои которых с благородством и самопожертвованием «отправляются в длительные одиночные походы и общаются со сверхъестественными существами». К последним он отнёс «Властелин колец», который, по мнению Де Кампа, дал возможность возродиться умирающему жанру фэнтези.
Писательница Урсула ле Гуин, признавшая влияние «Властелина колец» на свои произведения, в сборнике эссе «Язык ночи» рассуждала на темы эскапизма в фэнтези, сложности характеров персонажей «Властелина колец» и темы добра и зла в романе. Также она похвалила стиль романа Толкина, отметив, что он «гибкий» и разнообразный, варьируется «от обыденного до величественного и может перейти в метрическую поэзию».

## Литературная враждебность

### XX век
Некоторые литераторы и критики роман не приняли. Даже внутри литературной группы «Инклингов», к которой принадлежал Толкин, оценки романа различались. Хьюго Дайсон громко выражал своё неприятие книги («Только не очередной долбаный эльф!»).
В 1956 году Марк Робертс в статье «Приключения по-английски» раскритиковал стиль Толкина, заметив при этом, что «сложно говорить о стиле, когда стили постоянно и радикально меняются» и назвал роман «просто приключенческой историей».
В 1956 году вышла статья литературного критика Эдмунда Уилсона «О-о, эти кошмарные орки!», в которой Уилсон назвал роман «инфантильным мусором» и заметил: «доктору Толкину недостаёт повествовательных навыков и у него нет литературного инстинкта».
В 1954 году шотландский поэт Эдвин Мюир сделал обзор первого тома романа, отметив: «как ни взгляни на „Братство Кольца“, но это необыкновенная книга». При этом он написал, что хотя Толкин «описывает колоссальный конфликт добра и зла», его положительные герои неизменно добры, а злодеи непреклонно злы". Однако после выхода «Возвращения короля» Мюир высказался о романе негативно: «Все персонажи — мальчишки, вырядившиеся в одежды взрослых героев … эти до половой зрелости никогда не дорастут … Едва ли кто-то из них разбирается в женщинах», что разозлило Толкина: в письме к своему издателю он в ответ обвинил Мюира в «подростковом инфантилизме».
В 1961 году в статье «Разногласия среди судей» писатель Филип Тойнби заявил, что «фантазии профессора Толкина о хоббитах … скучные, плохо написанные, причудливые и ребяческие… [уже] канули в милосердное забвение». Последняя часть заявления Тойнби впоследствии многократно цитировалась как пример совершенно несостоятельной оценки.
В 1962 году Эдмунд Фуллер отметил, что первые восторженные отзывы о «Властелине колец» вызвали «неизбежную ответную реакцию» в виде яростной критики, что он посчитал «естественной опасностью» для любой уникальной для своего времени работы".
В 1969 году исследовательница феминизма Кэтрин Р. Стимпсон опубликовала книгу о Толкине, в которой назвала его «неисправимым националистом», восхваляющим «английскую буржуазную пасторальную идиллию», а персонажей «Властелина колец» охарактеризовала как «раздражающих, пресных, традиционно маскулинных» и «одномерных». Женские персонажи у Толкина, по её мнению, стереотипны, все проявления чувственности и сексуальности в романе «уклончивы» и «инфантильны». В образе Шелоб Толкин, по мнению Стимпсон, выразил своё презрение к женщинам, с «ликованием» описав, как паучиха сама насадилась на кинжал Сэма «где-то в районе матки», показав, как «маленькая, но храбрая мужская фигура достаёт огромную, вонючую суку-кастраторшу». Также Стимпсон отметила: «В отличие от многих очень хороших современных писателей, он [Толкин] не гомосексуал».
Литературный критик Колин Мэнлав в своей книге «Современное фэнтези» (1978) заявил, что у героев «Властелина колец» нет внутренней борьбы (вся борьба «внешняя»), а силы зла показаны реальнее и убедительнее, чем силы добра, причём последние побеждают только благодаря случаю и вездесущей «удаче», которую критик счёл неубедительной. Также Мэнлав раскритиковал стиль Толкина и посчитал роман слишком длинным.
Писатель в жанре фэнтези Майкл Муркок в своём эссе «Эпический Пух» (1978) сравнил «Властелин колец» с «Винни-Пухом» и заявил, что это «колыбельная», «призванная успокаивать и утешать». Помимо эскапизма Муркок обвинил Толкина в ультраконсерватизме, антиурбанизме и антитехнологичности.
Писательница и литературный критик Кристин Брук-Роуз писала, что роман «перегружен» деталями, касающимися хронологий, генеалогий и языков, которые интересны только автору и группам его поклонников, испытвающих «инфантильную радость» от эльфийского языка.
В начале 1980-х годов вышли две работы культуролога Фреда Инглиса, в которых он назвал Толкина «фашистом» и «стереотипным писателем метрополии», а «типичного» читателя его произведений — вышедшим на пенсию учителем культурологии в поселковой средней школе, читающим «Властелина колец» своим маленьким сыновьям «в квартире, обшитой сосновыми панелями». Позднее Инглис издал биографию неомарксиста Реймонда Уильямса, который, в свою очередь, назвал Толкина писателем «деревенского фэнтези», «провинциальным» и «полуобразованным».
Кэтрин Хьюм цитировала некоторые идеи Толкина, но в целом не скрывала своего негативного отношения к «Властелину колец». К примеру, она писала, что Шир «экономически нежизнеспособен», что у богатых хоббитов были деньги, но не было источников дохода, что Братство Кольца почти не пострадало" и что «героизм, за которой не заплатили, теряет своё значение». Эти заявления Хьюм позднее прокомментировал Дэниел Тиммонс, найдя в них фактические несоответствия тексту Толкина.
О «Властелине колец» также негативно высказывался известный литератор Гарольд Блум, хотя Карри отметил, что тот испытывал к Толкину в большей степени недоумение, нежели ненависть.

### XXI век
В 2001 году Джудит Шулевиц в статье для The New York Times раскритиковала «напыщенность», «помпезность» и «педантичность» литературного стиля Толкина, заявив, что «возвышенная вера [Толкина] о важности его миссии как защитника литературного наследия, как оказалось, смертельна для самой литературы». В том же году Дженни Тернер написала в статье для London Review of Books, что роман Толкина создал «закрытое пространство», «зацикленное на собственной ностальгии» и что «Властелин колец» нравится «уязвимым людям»: «Вы можете почувствовать себя в безопасности [читая книгу], и неважно, что происходит в противном реальном мире. Самый слабый человек может почувствовать себя хозяином этой уютной маленькой вселенной. Даже глупый, покрытый мехом маленький хоббит может увидеть, как его мечты сбываются». Она отметила, что в первой книге («Братство Кольца») приключения повторяются, из-за чего чтение книги представляет собой «раскачивание между мрачностью и комфортом»: «страшно, снова безопасно; опять страшно, снова безопасно». По её мнению, этот «навязчивый ритм» описал Зигмунд Фрейд в своей работе «По ту сторону принципа удовольствия». Тернер предположила, что Толкин, чей отец умер, когда ему было 3 года, а мать — когда ему было 12, своими книгами, возможно, пытался «вернуть родителей», детство и «чувство безопасности».
В 2002 году критик Ричард Дженкинс в статье для The New Republic подверг критике «идиллические» описания Шира, полное отсутствие сексуального и религиозного поведения в романе (из-за чего мир Средиземья, по его мнению, получился «эмоционально бедным»), недостаток психологической глубины и развития героев, «напыщенный» стиль повествования. В том же году писатель-фантаст Дэвид Брин отметил, что ребёнком он наслаждался «Властелином колец» как способом уйти от реальности и до сих пор считает его одним из лучших произведений в жанре «создания мира». При этом он негативно оценил представленную в романе ностальгию по традиционной иерархии общества и недоверие к прогрессу.
Фэнтези-писатель Филип Пулман заявил, что «Властелин колец» банален: «Нарния в целом серьёзна, хотя мне не нравится посыл Льюиса. Если бы я с кем-то спорил, то с Нарнией. Толкин не стоит того, чтобы с ним спорить». Обозреватель The Atlantic Росс Даутат отметил, что такая грубая оценка во многом связана с атеистическими взглядами Пулмана, которому не нравится религиозный подтекст произведений Толкина и Льюиса. При этом сам Пулман использовал «банальный» подход критикуемых им предшественников при создании вымышленного мира в «Золотом компасе», хотя по мере написания цикла «Тёмные начала» всё дальше отходил от него в пользу «трескучей полемики» нравоучительного пафоса, доходящей до уровня «дидактизма Айн Рэнд».
Исследователь Джаред Лобделл заметил, что один из самых известных критиков Толкина Эдмунд Уилсон был «известным врагом религии», популярных книг и «консерватизма в любой его форме». По мнению Лобделла, «Властелин колец» не получил одной положительной оценки от «мейнстримных критиков» — большинство из них не понимали причин популярности романа. Лобделл подчеркнул, что есть критики мейнстримной литературы (типа Уилсона), а есть критики литературы в жанре фантастики и фэнтези, к котором он отнёс, к примеру, Брайана Олдисса, сравнивавшего Толкина с
Пеламом Вудхаусом, и есть толкиноведы, занимающиеся исследованиями влияний на творчество Толкина, затронутых в произведениях Толкина тем, литературных приёмов, вымышленных языков.

## Реабилитация

### Толкиноведение
Книга филолога Пола Кочера «Хозяин Средиземья» (англ. Master of Middle Earth) (1972) стала одной из первых академических работ о Толкине и его произведениях. Кочер высоко оценил как стиль «Властелина колец», так и его содержание, разобрав разные темы романа, в том числе тему любви и себялюбия и пагубного влияния последнего на отрицательных персонажей. Хотя эта книга вышла ещё до публикации «Сильмариллиона», выводы Кочера не противоречат идеям, опубликованным позднее в работах под редакцией Кристофера Толкина.
В 1973 году Патрик Грант, исследователь литературы эпохи Возрождения, рассмотрел персонажей «Властелина колец» с точки зрения архетипов, предложенных Карлом Густавом Юнгом. В его интерпретации герой «Властелина колец» проявляется как в благородной и могущественной форме Арагорна, так и в изначально детско-наивной форме Фродо, который в ходе своего путешествия проходит процесс индивидуации. Им противостоят назгулы. Анима Фродо — эльфийская королева Галадриэль, противоположностью которой является злая паучиха Шелоб. Архетип мудрого старца очевидно воплощает Гэндальф, его противоположностью является Саруман. Тень Фродо — Голлум. Идеальный партнёр Арагорна — Арвен, отрицательный анимус — Эовин (до того момента, пока она не встретила Фарамира).
В 1970 году Ричард К. Уэст выпустил библиографический сборник Tolkien Criticism: An Annotated Checklist со списком книг и статей о Толкине с комментариями. Второе издание этой работы вышло в 1981 году.
В начале 1980-х годов появились вышли две книги филологов, содержащие масштабные исследования произведений Толкина: «Дорога в Средиземье» (англ. The Road to Middle-Earth) Тома Шиппи (1982) и «Расщеплённый свет» (англ. Splintered Light) Верлин Флигер (1983). Флигер отметила в своей работе, что в академическом сообществе до Толкина «волшебные сказки» не рассматривались всерьёз, так как они считались «недостойными внимания».
После этого начало появляться большое количество академических исследований жанра эпического фэнтези и вымышленных языков. В 1998 году Дэниел Тиммонс отметил в своей статье для Journal of the Fantastic in the Arts, что литературоведы не пришли к единому мнению относительно места Толкина в литературе, однако его недоброжелатели в меньшинстве. Он сослался на Тома Шиппи, который писал о том, что «литературный истеблишмент» не включал Толкина в канон академических текстов, и на Джейн Чанс, которая «смело заявляет, что Толкин, наконец-то, изучается как важный автор, как один из величайших писателей мира». В том же году Тиммонс защитил докторскую диссертацию на тему критики Толкина, в которой разобрал многие обвинения критиков, в том числе указав на большое количество фактических ошибок при анализе Толкина «профессиональными» литературоведами.
Помимо собственно анализа произведений Толкина, исследователи начали отвечать на обвинения литературных критиков в его адрес. Это началось с книги «Дорога в Средиземье» (1982), в которой Шиппи ответил на выпад Мюира об «инфантильности» романа «Властелин колец», герои которого, по Мюиру, выходят из смертельной битвы «невредимыми». Шиппи отметил, что хотя Толкин «по добросердечию дал эвакуироваться населению Минас Тирита и пощадил пони Билла», о Фродо никак нельзя сказать, что он остался «невредимым» или хотя бы был «счастлив», также «невредимыми» никак нельзя назвать таких персонажей, как Боромир, Теоден и Денетор. Шиппи ответил и на некоторые атаки Колина Мэнлава. Например, последний раскритиковал стиль Толкина («перегруженные каденции, убаюкивающий, монотонный ритм…») и заявил, что отрывок древнеанглийской поэмы «Скиталец», начинающийся словами Ubi sunt, является «настоящей элегией», в отличие от текстов Толкина. Шиппи назвал это не критикой, а неаргументированным и «беспардонным хамством» и отметил, что Толкин смело пытался имитировать стиль средневековых элегий. Также Шиппи иронически прокомментировал безапелляционные утверждения Мэнлава о том, что «Властелин колец» «не способен увлечь нас» ответным вопросом — кого это «нас»? Критики вроде Мэнлава, по мнению Шиппи, кичась своей эрудицией, строят свою аргументацию на голом отрицании. Шиппи ответил на обвинения Кристин Брук-Роуз, отметив как логические ошибки в её инвективах, так и распространённую среди критиков идею о том, что если в книге идёт речь о радости, то эта радость обязательно «инфантильна». Также Шиппи прокомментировал замечание Марка Робертса, который писал, что за романом Толкина «не стоит единого руководящего авторского мировоззрения, которое являлось бы в то же время… raison d'être». По мнению Шиппи, это совершенно не соответствует действительности, так как за "Властелином колец стоит «руководящее мировоззрение» (сконцентрированное «в образе Кольца, в сценах конфликтов и искушений, в репликах персонажей и в их взглядах на жизнь, в пословицах, пророчествах и в самой манере повествования»). Шиппи предположил, что «слепоту критиков можно объяснить только их глубочайшей антипатией по отношению к волшебной сказке как таковой, общим предубеждением против условностей этого жанра». Ещё одной проблемой Шиппи назвал огромный культурный разрыв между Толкином и его «мейнстримными» критиками, не разделявшими трепетного отношения писателя к языкам и словам, включая их этимологию и звучание.
В книге «Толкин: Автор века» (2000) Шиппи заявил, что огромная популярность «Властелина колец» даже спустя 50 лет после его первой публикации уже сама по себе указывает на его качество. Во-вторых, он назвал Толкина современным писателем, которого можно поставить в один ряд с Оруэллом, Голдингом и Воннегутом, так как их всех интересовала актуальная для XX века тема власти и природы зла. В-третьих, причину враждебности критиков по отношению к Толкину он объяснил тем, что тот бросил вызов их «авторитету литераторов», «арбитров вкуса», чего они никогда не могли простить, отказываясь даже признать его произведения частью «английской литературы».
Австралийский писатель Хэл Коулбатч, а затем и исследователь Патрик Карри ответили на критику Кэтрин Стимпсон:
| Обвинения Стимпсон | Опровержения Карри |
| --- | --- |
| Толкин — «неисправимый националист», его роман «прославляет английскую буржуазную пасторальную идиллию». Его персонажи, «спокойные и сытые», живут в тихом мещанском «провинциальном уюте». | Хоббиты и рады были бы жить спокойной провинциальной жизнью, если бы могли. Бильбо, Фродо, Сэм, Мерри и Пиппин выбирают иной путь. |
| Персонажи Толкина плоские, чётко делятся на «хороших и плохих», «милых и противных» | Фродо, Голлум, Боромир и Денетор переживают «внутреннюю борьбу» с разным исходом. У некоторых персонажей есть «тень»: у Фродо это Голлум и Сэм, у Голлума — Голлум и Смеагол, «вонючка и липучка» (англ. Stinker and Slinker). У каждой расы есть хорошие, плохие и нейтральные представители. |
| Язык Толкина выдаёт «классовый снобизм» | Возможно, в «Хоббите», но не во «Властелине колец». Даже орки есть разных типов, и ни один из них не олицетворяет «рабочий класс». Хоббиты тоже представляют разные классы, что отражается в их идиомах. Сэм, «вероятно, реальный герой» романа, говорит с акцентом крестьянина, а злодеи (Смауг, Саруман, Король-чародей Ангмара) говорят высокомерно и «напыщенно». В «Очищении Шира» показана жизнь обычного хоббитского народа. |
| У Толкина «регрессивная эмоциональная модель» с «традиционной маскулинностью». Его женские персонажи стереотипны.                                                                           | «Возникает соблазн ответить — виновен по всем пунктам», так как Толкин — патерналист, но: Галадриэль — «могущественная и мудрая женщина», и, как и Эовин, «сложнее и противоречивее», чем демонстрирует Симпсон. Толкин был всего лишь «мужчиной своего времени». Многим женщинам нравится «Властелин колец». |

В начале 2000-х годов количество академических публикаций о Толкине заметно выросло. В 2004 году был основан журнал Tolkien Studies . В том же году Нил Д. Исакс (англ. Neil D. Isaacs) выпустил антологию критики Толкина и прокомментировал это так: «В этом сборнике предполагается, что аргумент о ценности и влиянии „Властелина колец“ был разрешён в его пользу […] к удовлетворению его огромной, растущей и постоянной аудитории […] и на основании значительной части критических оценок». С 2014 года стал выходить Journal of Tolkien Research. Изначальный запрос о глубоком изучении Толкина исходил от его поклонников, а не от академиков. Профессор английской литературы Норберт Шюрер отметил, что авторы исследований по Толкину, с одной стороны, не хотят казаться льстивыми «фанатами», поэтому их публикации принимают академический тон, с другой стороны — хотят угодить поклонникам Толкина, поэтому не могут нападать на автора «Властелина колец». Он отметил, что наряду с «превосходными критиками» (в числе которых выделил Тома Шиппи, Верлин Флигер и Джейн Ченс) и «выдающимися академическими площадками» (в числе которых он указал «авторитетный» журнал Mythlore и ежегодник Tolkien Studies) существует большое количество некачественных публикаций о Толкине. В частности, он раскритиковал сборник эссе Tolkien Among the Moderns, отметив, что в некоторых публикациях приведены интересные сравнения Толкина с другими писателями, но непонятно, какую пользу это несёт для понимания его книг. В сборнике эссе Tolkien in the New Century: Essays in Honor of Tom Shippey Шюрер увидел проблему «чрезмерного изучения культурных, литературных и языковых влияний» на Толкина, которые «могут быть познавательными», но, по мнению критика, мало влияют на нашу интерпретацию его произведений. При этом он отметил, что есть и качественные публикации, например книга Companion to J.R.R. Tolkien (2014), содержащая ряд «глубоких» эссе.
Толкину не нравился ни нацизм, ни коммунизм; Хэл Коулбатч отметил, что политические взгляды Толкина можно понять из предпоследней главы «Властелина колец», «Очищение Шира». Левые критики регулярно атаковали Толкина за его консервативные взгляды. Э. П. Томпсон в своей статье «Американская Европа: хоббит среди гэндальфов» заявил, что «ястребиная» направленность «Военной доктрины» США 1980-х годов вызвана «инфантильным» взглядом на мир, появившимся, как он предположил, из-за того, что её авторы «слишком много и слишком рано начали читать „Властелин колец“».
Однако не все литературные критики марксистского толка негативно отзывались о «Властелине колец». Критикуя политические взгляды Толкина, Чайна Мьевиль похвалил то, как творчески Толкин использовал элементы скандинавской мифологии, трагедии, монстров и в целом созданный писателем мир, также разделив с ним нелюбовь к аллегории.

### Литературная переоценка
Том Шиппи в «Дороге в Средиземье» сослался на работу «Анатомия критики» Нортропа Фрая, который делил все художественные произведения на пять «литературных модусов» (по мере убывания степени превосходства героя: миф, сказание или легенда, эпос или трагедия, комедия или реалистическая литература, ироническая литература). Шиппи отнёс «Властелин колец» в третьему, «романтическому» модусу, то есть к эпосу или трагедии, но отметил, что Толкин удачно сочетает «всю иерархию стилей» по Фраю, от иронического (описания Бильбо и хоббитов), наиболее понятного и ожидаемого современным читателем, до возвышенного мифического («высокий» стиль при описании осады Гондора, отсылки к «Сильмариллиону»).
Брайан Роузбери в своей книге «Толкин: Культурный феномен» отметил, что «Властелин колец» является одновременно квестом (поход в Мордор с целью уничтожить Кольцо) и «прогулкой» по живописным (и не очень) местам Средиземья, описанным с глубокой детализацией. Он отметил, что акцент большей части романа, особенно первой книги, в значительной степени описательный, а не сюжетный, благодаря чему читатель погружается в мир Средиземья. На фоне этой зачастую «медлительной» описательности есть объединяющая сюжетная линия — стремление уничтожить Кольцо. Но фокус романа, по мнению Роузбери, сконцентрирован не на сюжете, а на детально проработанном мире Средиземья, что и сделало «Властелин колец» «культурным феноменом».
Кэролин Галуэй в статье «Причины не любить Толкина» (в названии присутствует иронический ответ Дженни Тернер, чья статья с нападками на Толкина называлась «Причины любить Толкина»), ответила критикам «Властелина колец», в особенности Дженни Тернер. Она отметила, что даже в XXI веке существует много враждебно настроенных к Толкину медиаперсон, в частности, в газетах и на телевидении, которых раздражает популярность «Властелина колец» и его высокие рейтинги в разнообразных голосованиях среди читателей. По её мнению, при анализе феномена этой враждебности важно не понять не то, что критики говорят, а то, что они не говорят (то есть то, что скрывается за их аргументами). Галуэй утверждает, что «Властелин колец» — романтическая литература, то, что К. С. Льюис назвал «радостью» или «сладким желанием», стремлением «прикоснуться к недостижимой красоте» и тоской по ней. Именно этот романтизм, это тяга к возвышенному, по мнению Галуэй, больше всего раздражает Дженни Тернер, атакующую Толкина с фрейдистских позиций, и подобных ей критиков. В психологической интерпретации Галуэй подобные критики испытывают «экзистенциальный страх» от того, что Толкин пишет о «радости», он — не депрессивный писатель и не разделяет их ценности «нахождения в мрачной тюрьме, когда снаружи светит солнце».
В 2013 году писатель Терри Пратчетт сравнил Толкина с горой Фудзияма в жанре фэнтези, отметив, что любой автор в этом жанре после Толкина либо осознанно идёт «против горы, что само по себе интересно, либо стоит на ней».
В 2016 году британская писательница и литературный критик Роз Кавени в журнале The Times Literary Supplement сделала обзор пяти книг, посвящённых Толкину. Она призналась, что в 1991 году назвала «Властелин колец» достойным «осмысленного прочтения, но не страстного внимания», но изменила своё мнение, признав, что недооценила его, и что роман приобрел дополнительную популярность и «культурный блеск» после экранизации Питера Джексона. Как и Пратчетт, она использовала метафору с горами: «Книги Толкина стали Альпами, и напрасно ждать, что они рухнут» (аллюзия на стих On The Fly-Leaf Of Pound’s Cantos Бэзила Бантинга). Кавени назвала книги Толкина «насыщенными текстами», которые лучше читать, обладая знаниями о мире Средиземья, а не как самостоятельные произведения. Она отметила, что у Толкина было много общего с писателями-модернистами вроде Томаса Элиота и назвала «Властелин колец» «хорошей, умной, влиятельной и популярной книгой», хотя и не «выдающимся литературным шедевром».
Эндрю Хиггинс, обозревая книгу A Companion to J. R. R. Tolkien (2014), отметил «именитый состав» авторов 36 статей (выделив таких авторов, как Том Шиппи, Верлин Флигер, Димитра Фими, Джон Д. Рейтлиффа и Грегори Надь). Он заявил: «действительно радостно, что после многих лет вежливого (и не очень) пренебрежения и игнорирования со стороны „академического“ истеблишмента и „культурной интеллигенции“ Толкин вошел в „академический пантеон“ Blackwell's». Хиггинс особо отметил редактора Стюарта Д. Ли, который смог качественно тематически структурировать книгу, показав Толкина как человека, студента, исследователя и творца, а также продемонстрировать разные темы его произведений. Патрик Карри отметил, что попытки дать сбалансированный ответ и найти «позитивного» критика на каждого «негативного», как это пытался сделать Дэниел Тиммонс, были «восхитительно миролюбивыми, но обманчивыми», так как они не могли устранить причины враждебности. Карри отметил, что атаки на Толкина начались сразу после выхода «Властелина колец» и усилились после того, как роман приобрёл популярность (1965 год), возобновившись с новой силой после читательских опросов Waterstones и BBC Radio 4 в 1996—1998 годах, а затем и после выхода кинотрилогии Питера Джексона (2001—2003). Он вспомнил замечание Тома Шиппи о том, что враждебно настроенные критики вроде Филипа Тойнби и Эдмунда Уилсона проявляют удивительную слепоту, не замечая разрыв между их провозглашёнными им критическими идеалами и реальностью, когда они рассматривают книги Толкина, добавив, что Фред Инглис называл Толкина фашистом, а Реймонд Уильямс — писателем «деревенского фэнтези», «провинциальным» и «полуобразованным». Патрик Карри предположил, что подобные заявления критиков нельзя объяснить только плохим знанием фактического материала — они вызваны системной предвзятостью (учитывая бэкграунд критиков, среди которых часто встречались марксисты, фрейдисты, модернисты). Несмотря на выход книг Шиппи и Флигер, в которых были разобраны частые нападки на Толкина, атаки продолжились и в XXI веке (Дженни Тернер), причём, как отметил Карри, они повторяли «элементарные ошибки предшественников». По мнению Карри, Тернер и её сторонники хотят строго разделить «реальность» и «вымысел», бичуя последний, однако это невозможно: любая реальность тоже вымышлена, а любой вымысел и отсылки к нему реальны (в нашем восприятии). Иными словами, любая критика «вымысла» содержит вымысел в своей основе, а критика метафоричности содержит в себе метафору, язык без которой невозможен.
Карри поблагодарил за честность журналиста газеты «Гардиан», который в 2010 году сделал такое признание: «из всех средств профессионального самоубийства, доступных литератору, выражение симпатии к Толкину является самым эффективным». Карри предположил, что враждебность критиков вызвана тем, что они ощущали во «Властелине колец» угрозу их «доминирующей идеологии» — модернизму. Толкин был современным писателем, но не модернистом, образованным не хуже, чем его критики (что также их раздражало), не использовал иронию в своих произведениях. «Властелин колец», по мнению Карри, это история, рассказанная профессиональным рассказчиком, вдохновлённая филологией, пронизанная христианскими ценностями с элементами мифотворчества и оттенком североевропейского язычества. Другими словами, Толкин был максимальным антимодернистом. При этом Карри отметил ряд современных авторов, которые не боялись цитировать Толкина в своих работах, включая Чайну Мьевиля, Хунота Диаса, Майкла Шейбона, Энтони Лейна, Лору Миллер и Эндрю О’Хехира.

## Комментарии
1. ↑  В переводе с древнеанглийского — «Как много мы о хоббитах [слышали]…», отсылка к др.-англ. Hwaet We Gardena, первой строке «Беовульфа.
2. ↑  Эту статью в дальнейшем часто цитировали защитники Толкина, отмечая в ней фактические ошибки, логические несоответствия и отсутствие объективности[29][30].